# Động đất Iwate–Miyagi Nairiku 2008
Động đất Iwate–Miyagi Nairiku 2008 (岩手・宮城内陸地震) là trận động đất xảy ra vào lúc 8:43 (JST), ngày 14 tháng 6 năm 2008. Trận động đất có cường độ 7.2 richter, tâm chấn độ sâu khoảng 8 km. Hậu quả trận động đất đã làm 17 người chết, 436 người bị thương.